# Krung Thep (album)
Krung Thep (the 37th album composed by Michel Huygen)  is een studioalbum van Michel Huygen. Het album is voor wat betreft thema een voortzetting van de reeks ingezet met Angkor en Irawadi, muziek voor Oosterse meditatie. Het album werd vlak na het verschijnen van Irawadi al aangekondigd, maar het duurde vervolgens lang voordat het beschikbaar kwam. In eerste instantie werd het alleen uitgegeven als download-album, maar einde 2011 werd besloten het ook als compact disc uit te geven. Huygen nam het op in zijn Neuronium Studio in Barcelona en gaf het de omschrijving "Flying Music for deep meditation" mee. Het is geïnspireerd op de mystieke kant van Bangkok, aldus Huygen. Zachte melodische en dromerige synthesizerklanken moeten de luisteraar op weg helpen binnen deze ambientmuziek. 

## Musici
- Michel Huygen – toetsinstrumenten en elektronica

## Muziek

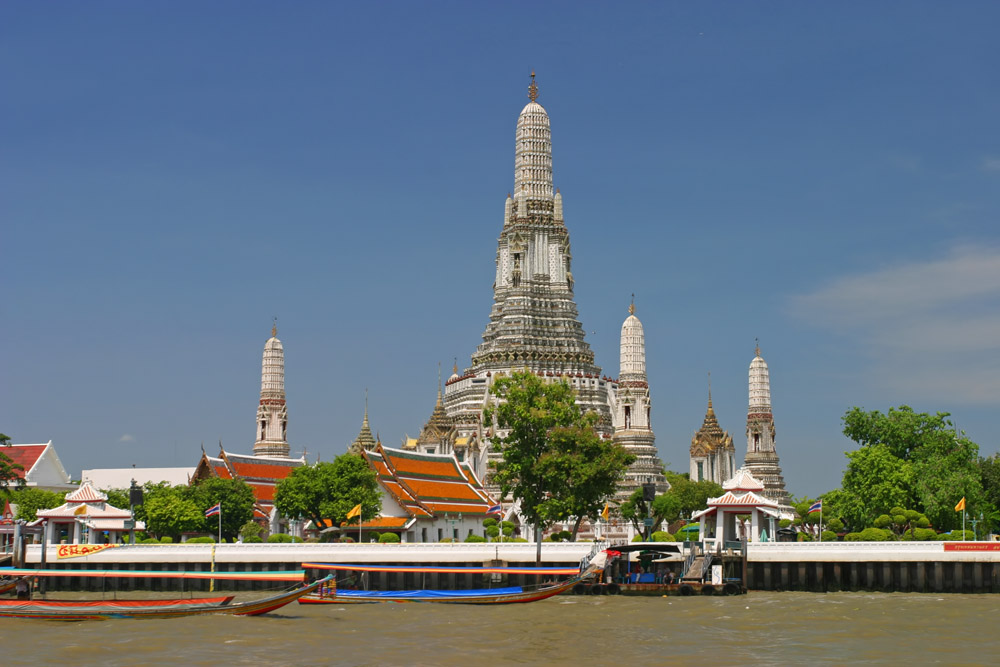
Wat Arun aan de Menam

| Nr. | Titel              | Duur  |
| --- | ------------------ | ----- |
| 1.  | Sawasdee           | 4:10  |
| 2.  | Wat Arun           | 5:33  |
| 3.  | Chao Phraya River  | 10:52 |
| 4.  | Wat Prakeo         | 5:59  |
| 5.  | Wat Pho            | 7:57  |
| 6.  | The Grand Palace   | 6:33  |
| 7.  | The walk of Erawan | 8:08  |
| 8.  | City of Angels     | 6:49  |